# Nakajima Shoya
Nakajima Shoya (中島 翔哉 (Trung Đảo Tường Tai) Nakajima Shōya, sinh ngày 23 tháng 8 năm 1994) là một cầu thủ bóng đá người Nhật Bản thi đấu ở vị trí  tiền đạo cánh cho câu lạc bộ Urawa Red Diamonds tại giải J League.

## Sự nghiệp câu lạc bộ
Vào ngày 27 tháng 8 năm 2017, Nakajima ký hợp đồng cho mượn dài hạn với đội bóng Portimonense S.C. của Giải bóng đá Ngoại hạng Bồ Đào Nha. Đây cũng là lần đầu tiên cầu thủ này chuyển sang nước ngoài thi đấu. Sau khi ghi được 10 bàn thắng và có nhiều pha kiến tạo trong tổng số 32 trận đấu cho đội bóng đến từ Algarve, anh đã được Portimonense mua đứt vào tháng 5 năm 2018.
Vào tháng 2 năm 2019, Nakajima gia nhập Al-Duhail SC của Qatar Stars League với mức phí chuyển nhượng là 35 triệu euro. Anh ấy đã chơi 7 trận cho đội bóng này và ghi 1 bàn trong trận thắng 6-0 trên sân nhà trước Al Ahli SC vào ngày 28 tháng 2.
Vào ngày 5 tháng 7 năm 2019, F.C. Porto đã công bố rằng họ đã ký hợp đồng 5 năm với Nakajima với mức phí chuyển nhượng 12 triệu euro và điều khoản giải phóng hợp đồng lên tới 80 triệu euro. Nakajima có trận ra mắt Porto vào ngày 13 tháng 8 ở chơi trọn 90 phút trong trận thua 3-2 trước FC Krasnodar trong khuôn khổ lượt về vòng loại thứ ba UEFA Champions League. Anh ấy đã ghi bàn thắng đầu tiên cho Porto vào ngày 19 tháng 12, trong chiến thắng 1-0 trên sân nhà trước C.D. Santa Clara trong vòng thứ năm của Cúp quốc gia Bồ Đào Nha.

## Thống kê sự nghiệp
Cập nhật đến ngày 20 tháng 5 năm 2019.

### Câu lạc bộ
| Thành tích câu lạc bộ  | Thành tích câu lạc bộ | Thành tích câu lạc bộ | Giải vô địch | Giải vô địch | Cúp     | Cúp       | Cúp Liên đoàn | Cúp Liên đoàn | Châu lục | Châu lục  | Tổng cộng | Tổng cộng |
| Mùa giải               | Câu lạc bộ            | Giải vô địch          | Số trận      | Bàn thắng    | Số trận | Bàn thắng | Số trận       | Bàn thắng     | Số trận  | Bàn thắng | Số trận   | Bàn thắng |
| ---------------------- | --------------------- | --------------------- | ------------ | ------------ | ------- | --------- | ------------- | ------------- | -------- | --------- | --------- | --------- |
| Tokyo Verdy            | 2012                  | J2 League             | 8            | 4            | 2       | 0         | 0             | 0             | —        | —         | 10        | 4         |
| Tokyo Verdy            | 2013                  | J2 League             | 21           | 2            | 2       | 0         | 0             | 0             | —        | —         | 23        | 2         |
| Tokyo Verdy            | Tổng                  | Tổng                  | 29           | 6            | 4       | 0         | 0             | 0             | —        | —         | 33        | 6         |
| Kataller Toyama (mượn) | 2014                  | J2 League             | 28           | 2            | 2       | 0         | 0             | 0             | —        | —         | 30        | 2         |
| FC Tokyo               | 2014                  | J1 League             | 5            | 0            | 0       | 0         | 0             | 0             | —        | —         | 5         | 0         |
| FC Tokyo               | 2015                  | J1 League             | 13           | 1            | 2       | 0         | 2             | 1             | —        | —         | 17        | 2         |
| FC Tokyo               | 2016                  | J1 League             | 12           | 3            | 2       | 1         | 4             | 2             | —        | —         | 18        | 6         |
| FC Tokyo               | 2017                  | J1 League             | 21           | 2            | 0       | 0         | 7             | 3             | —        | —         | 28        | 5         |
| FC Tokyo               | Tổng                  | Tổng                  | 51           | 6            | 4       | 1         | 13            | 6             | —        | —         | 68        | 13        |
| Portimonense           | 2017–18               | Primeira Liga         | 29           | 10           | 2       | 0         | 2             | 0             | —        | —         | 33        | 10        |
| Portimonense           | 2018-19               | Primeira Liga         | 13           | 5            | 0       | 0         | 1             | 0             | —        | —         | 14        | 5         |
| Portimonense           | Tổng                  | Tổng                  | 42           | 15           | 2       | 0         | 3             | 0             | —        | —         | 47        | 15        |
| Al-Duhail              | 2018–19               | QLS                   | 7            | 1            | 3       | 0         | 0             | 0             | 6        | 1         | 16        | 2         |
| Porto                  | 2019–20               | Primeira Liga         | 0            | 0            | 0       | 0         | 0             | 0             | 0        | 0         | 0         | 0         |
| Tổng sự nghiệp         | Tổng sự nghiệp        | Tổng sự nghiệp        | 157          | 30           | 16      | 2         | 16            | 6             | 6        | 1         | 195       | 39        |

### Quốc tế
Tính đến 19 tháng 11 năm 2019
| Nhật Bản  | Nhật Bản | Nhật Bản |
| Năm       | Trận     | Bàn      |
| --------- | -------- | -------- |
| 2018      | 6        | 2        |
| 2019      | 13       | 3        |
| Tổng cộng | 19       | 5        |

### Bàn thắng quốc tế
Tỉ số và kết quả liệt kê bàn thắng của Nhật Bản trước.
| #  | Ngày                 | Địa điểm                                      | Đối thủ    | Tỉ số | Kết quả | Giải đấu                 |
| -- | -------------------- | --------------------------------------------- | ---------- | ----- | ------- | ------------------------ |
| 1. | 23 tháng 3 năm 2018  | Sân vận động Maurice Dufrasne, Liège, Bỉ      | Mali       | 1–1   | 1–1     | Giao hữu                 |
| 2. | 20 tháng 11 năm 2018 | Sân vận động Toyota, Toyota, Nhật Bản         | Kyrgyzstan | 4–0   | 4–0     | Cúp Kirin 2018           |
| 3. | 26 tháng 3 năm 2019  | Sân vận động Noevir Kobe, Kobe, Nhật Bản      | Bolivia    | 1–0   | 1–0     | Cúp Kirin 2019           |
| 4. | 24 tháng 6 năm 2019  | Sân vận động Mineirão, Belo Horizonte, Brasil | Ecuador    | 1–0   | 1–1     | Copa América 2019        |
| 5. | 10 tháng 9 năm 2019  | Sân vận động Thuwunna, Yangon, Myanmar        | Myanmar    | 1–0   | 2–0     | Vòng loại World Cup 2022 |

## Danh hiệu

### Câu lạc bộ
Al-Duhail
- Qatar Emir Cup: 2019

### Quốc tế
U-23 Nhật Bản
- Giải vô địch bóng đá U-23 châu Á: 2016

### Cá nhân
- Cầu thủ xuất sắc nhất Giải vô địch bóng đá U-23 châu Á: 2016